# Gabara fumida
Gabara fumida är en fjärilsart som beskrevs av William Schaus 1894. Gabara fumida ingår i släktet Gabara och familjen nattflyn. Inga underarter finns listade i Catalogue of Life.